# Don Kitchenbrand
Donald Basil Kitchenbrand (* 13. August 1933; † 16. März 2025) war ein  südafrikanischer Fußballspieler.

## Sportlicher Werdegang
Kitchenbrand spielte Anfang der 1950er für den Boksburg FC und den Delfos FC. 1955 wechselte der Stürmer zu den Glasgow Rangers und gewann mit dem Klub in der Spielzeit 1955/56 den schottischen Meistertitel, dabei gehört er mit 24 Saisontoren zu den treffsichersten Spielern der Liga. Nachdem er jedoch an den Erfolg nicht anknüpfen konnte, verdrängte ihn Max Murray als Stammspieler. Im Frühjahr 1958 wechselte er daraufhin zum im Abstiegskampf der First Division befindlichen AFC Sunderland. Nach dem Abstieg in die Second Division war er in der Zweitligasaison 1958/59 mit 21 Treffern vereinsintern bester Torschütze, der Klub landete jedoch lediglich im Tabellenmittelfeld.
Kitchenbrand kehrte 1960 nach Südafrika zurück, wo er für die Johannesburg Ramblers. Vereeniging Athletic und die Johannesburg Wanderers in der National Football League auflief. 1962 wechselte er zum schottischen Klub Forfar Athletic, ehe er ein Jahr später beim FC Keith seine Laufbahn beendete. Parallel hatte er begonnen, als Vertreter für einen Alkoholhersteller zu arbeiten. 1964 kehrte er nach Südafrika zurück, um sich um den kranken Vater zu kümmern.